# Alvin Curling
Pour les articles homonymes, voir Curling (homonymie).
Alvin Curling (né le 15 novembre 1939) est un homme politique provincial canadien de l'Ontario d'origines jamaïcaines. Il représente les circonscriptions de Scarborough-Nord et Scarborough—Rouge River à titre de député du Parti libéral de l'Ontario de 1985 à 2005. Il est également le premier homme noir à occuper une fonction ministérielle dans le gouvernement ontarien et sert aussi comme président de l'Assemblée législative de 2003 à 2005.

## Biographie
Né à Kingston en Jamaïque, Curling étudie au Seneca College (en) et à l'Université York de Toronto. Il travaille comme enseignant en 1972, en plus de service comme président de la World Literacy of Canada organization de 1981 à 1984 en plus de travailler pour la Jamaican Canadian Association.

## Carrière politique

### Au gouvernement
Élu député libéral de Scarborough-Nord en 1985, il obtient une majorité de 8 000 voix sur la candidate progressiste-conservatrice.
Les Libéraux formant un gouvernement minoritaire, Curling est nommé ministre du Logement le 26 juin 1985. Durant son mandat, il élargit le programme de contrôle des loyers et annonce un investissement de 500 millions de dollars dans un nouveau programme de logement urbain. Réélu en 1987, il devient ministre du Développement des apprentissage le 29 septembre 1987. Il est démis du cabinet le 2 août 1989.

### Dans l'opposition
Les libéraux étant défaits par les Néo-démocrates en 1990, Curling est réélu par plus de 4 000 voix. Réélu sans difficulté face aux gouvernements majoritaires progressistes-conservateurs de Mike Harris en 1995 et en 1999 dans la nouvelle circonscription de Scarborough—Rouge River, il est leader parlementaire des Libéraux de 1996 à 1999.
En décembre 1995, il obtient une certaine notoriété en exerçant une obstruction parlementaire de 18 heures contre le projet de loi Omnibus 26 du gouvernement Harris. Alors que Curling refuse de voter, il est sommé de quitter la chambre. Il refuse néanmoins de quitter son siège et un cordon de députés libéraux et néo-démocrates se forme alors autour de lui pour prévenir qu'il soit retiré par la force. L'impasse se poursuit toute la nuit jusqu'au lendemain matin. Des rapports indiquent que lorsque les personnels de l'Assemblée ont vu la députée néo-démocrate Frances Lankin, une ancienne gardienne de prison, faire partie du cordon, ces derniers ont reculé. Curling argumente ses actions par le manque de consultation publique réalisé par le gouvernement Harris pour l'adoption de ce projet de loi. Cet incident conduit à un accord entre les leaders parlementaires pour examiner le projet de loi clause par clause.
Lors de la course à la chefferie (en) de 1996, il donne son soutien au député Joseph Cordiano.

### Président de la législature
Les Libéraux de retour au pouvoir en 2003 avec le gouvernement de Dalton McGuinty, Curling est élu sans opposition président de l'Assemblée législative le 19 novembre 2003.
Curling est rapidement critiqué pour ses performances en manque d'objectivité en tant que président. Les députés Peter Kormos (NPDO) et John Baird (PPCO) ont indiqué que Curling favorisait ses collègues libéraux, alors que les conservateurs et les néo-démocrates étaient sanctionnés lors d'actions similaires. En 2005, Kormos annonce vouloir déposer une résolution demandant le départ de Curling de la présidence et une rumeur circule selon laquelle les Conservateurs songent à déposer une motion similaire.

## Après la politique
Curling démissionne de son siège de député le 19 août 2005 pour accepter le poste d'ambassadeur du Canada en République dominicaine. Il est démis de cette fonction en 2006, à la suite de la défaite du gouvernement libéral fédéral.
Curling occupe ensuite un poste de Senior Fellow au Centre for International Governance Innovation de Waterloo de juin 2007 à mai 2010. Il occupe également le poste de coprésident du groupe du premier ministre sur l'étude des sources de la violence chez les jeunes. Durant les années 2000, le gouvernement de la Jamaïque le récompense d'un rang de distinction (Rank of Distinction). En 2014, il est fait membre de l'Ordre de l'Ontario pour avoir joué un rôle majeur dans l'élaboration d'une politique gouvernementale pour la lutte contre la violence chez les jeunes.